# Antoine Sibierski
Antoine Sibierski (Lille, Francia, 5 de agosto de 1974) es un exfutbolista francés aunque de ascendencia polaca, se desempeñaba como mediapunta y se retiró jugando para el Wigan Athletic.

## Clubes
| Club                | País       | Año         |
| ------------------- | ---------- | ----------- |
| Lille OSC           | Francia    | 1992 - 1996 |
| AJ Auxerre          | Francia    | 1996 - 1998 |
| FC Nantes           | Francia    | 1998 - 2000 |
| RC Lens             | Francia    | 2000 - 2003 |
| Manchester City FC  | Inglaterra | 2003 - 2006 |
| Newcastle United FC | Inglaterra | 2006 - 2007 |
| Wigan Athletic FC   | Inglaterra | 2007 - 2008 |
| Norwich City FC     | Inglaterra | 2008        |
| Wigan Athletic FC   | Inglaterra | 2008 - 2009 |

## Palmarés
FC Nantes
- Copa de Francia: 1999, 2000
- Supercopa de Francia: 1999

Manchester City FC
- Copa Intertoto: 2006

- Datos: Q516985
- Multimedia: Antoine Sibierski / Q516985